# Мост Хоенцолерн
Мост Хохенцолерн је мост који прелази реку Рајну у немачком граду Келну. Пресече Рајну на километру 688,5. Првобитно, мост је био и железнички и друмски мост. Међутим, након уништења 1945. године и накнадне реконструкције, био је доступан само за железнички и пешачки саобраћај.
Познат је и као мост љубави. Дуг је 410 метара и сматра се једном од најважнијих грађевина града. Мост садржи око 10 хиљада катанаца.

## Историја
Мост је изграђен између 1907. и 1911. године након рушења старог моста, моста Катедрале. Мост Катедрале није могао да издржи све већи саобраћај у Келну. Нови мост је добио име по кући Хоенцолерна, владара Пруске и немачких царева.
Председник железничке дирекције Келна, Пол фон Брајтенбах, започео је планирање изградње и предао ово дело свом наследнику Рудолфу Шмиту 1906. године. Инжењер железнице Фриц Берман је предводио пројекат. Изградња је трајала од 1907. до 1911. године; Кајзер Вилхелм II га је свечано отворио 22. маја 1911. 

Састојао се од три суседна дела моста, сваки са по три лука од гвоздених решетки у уздужном правцу за смештај четири железничке пруге и пута. Иако је локација моста и железничке станице већ била контроверзна, Хоенцолернов мост је усвојио оријентацију претходног моста на централној осовини Келнске катедрале.
- Фридрих Вилхелм IV
- Вилхелм I

Четири коњичке статуе пруских краљева и немачких царева из породице Хоенцолерн налазе се на свакој рампи. Мост Катедрале су већ красиле статуе Фридриха Вилхелма IV, Вилхелма I које је направио Фридрих Дрејк, које сада стоје на десној обали Рајне. Поред тога, вајар Луј Туајон направио је коњичке статуе Фридриха III и, током његовог живота, Вилхелма II, које су постављене на левој обали Рајне. Статуе симболизују доба пруске владавине у покрајини Рајни.
Мост је био један од најважнијих мостова у Немачкој током Другог светског рата; чак ни свакодневни ваздушни напади нису га озбиљно оштетили. Дана 6. марта 1945. немачки војни инжењери дигли су мост у ваздух док су савезничке трупе започеле напад на град.
Након што се Немачка предала 8. маја 1945. године, мост је поново пуштен у рад, али је убрзо почела озбиљна реконструкција. До 8. маја 1948. пешаци су поново могли да га користе.
Уклоњене су јужне платформе за саобраћај тако да се мост састојао само од шест појединачних мостова, изграђених делимично у старом облику. Преживели портали и куле мостова нису поправљани и срушени су 1958. године. 1959. године.
1980-их мост је реновиран са два нова колосека. Сачуван је мали део старе путне рампе на страни Дојца, заједно са калдрмом и шинама. Остатак је уклоњен због изградње пројекта Келнтриангл и претворен у пешачку и бициклистичку стазу.
Хоенцолернов мост сада редовно има преко 1.200 возова дневно.  Укупна дужина Хоенцолерновог моста је 409.19 метара. Данас је познат као симбол спајања и љубави.